# Jiftach
Jiftach (hebräisch יִפְתָּח, „Er wird öffnen“, auch Jeftah, Jephtah oder Jephta) war nach dem  Buch der Richter (Ri 11,1–12,7 ) sechs Jahre lang ein Richter in Israel. Bekannt geworden ist er vor allem durch ein Gelübde gegenüber JHWH, dem Gott Israels, durch das er sich, ohne es zu ahnen, zur Opferung seiner Tochter verpflichtete und dieser Verpflichtung auch nachkam.

## Biblischer Bericht

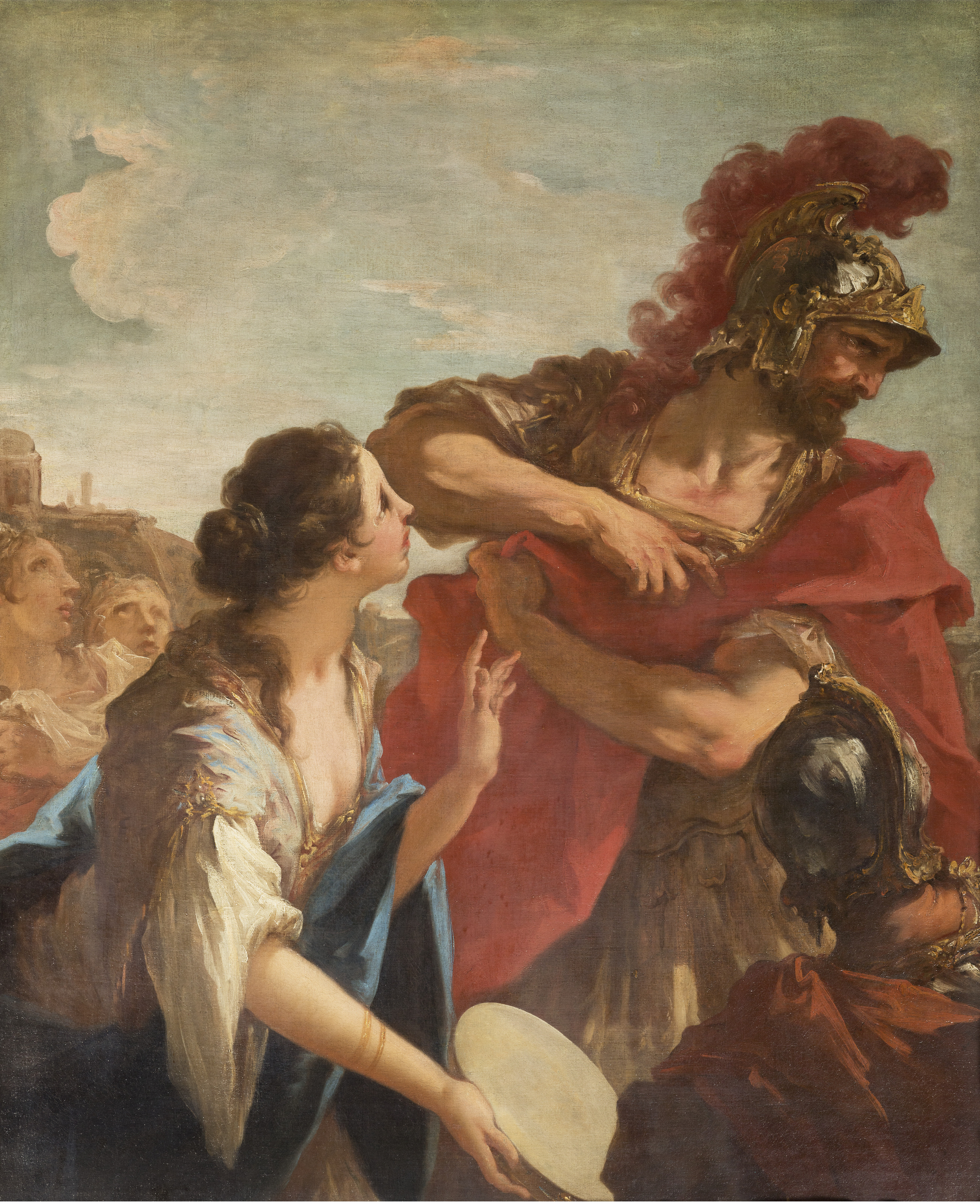
Jephthas Rückkehr, Giovanni Antonio Pellegrini

Jiftach, natürlicher Sohn Gileads und einer Dirne, wird von seinen Stammesgenossen von seinem väterlichen Erbe vertrieben und führt ein Freibeuterleben im Lande Tob. In der Bedrohung durch die Ammoniter wird er jedoch von den Gileaditern zum Anführer gewählt (Ri 11,1–12,7 ). Mit göttlichem Geist begabt, versucht Jiftach zunächst, mit dem König der Ammoniter zu verhandeln. Dieser wirft Israel vor, beim Auszug aus Ägypten sein Land besetzt zu haben. Jiftach hält ihm vor, dass JHWH selbst das Land den Israeliten gegeben habe. Da sich der Ammoniterkönig nicht darauf einlässt, kommt es zum Krieg. Zuvor gelobt Jiftach im JHWH-Heiligtum von Mizpa, nach einem Sieg das zu opfern, was ihm bei seiner Rückkehr als erstes aus seinem Haus entgegenkommt. Die Ammoniter werden geschlagen. Bei seiner Rückkehr kommt Jiftach seine Tochter, sein einziges Kind, tanzend entgegen. Er hält sein Gelübde und opfert seine Tochter. Doch die Ephraimiter sind eifersüchtig, dass Jiftach den Sieg ohne sie errungen hat, und greifen ihn an, was zu einem Massaker an den Ephraimiten am Ufer des Jordans führt. Anschließend herrscht Jiftach für sechs Jahre als Richter über Israel (12,7).

### Jiftachs Tochter

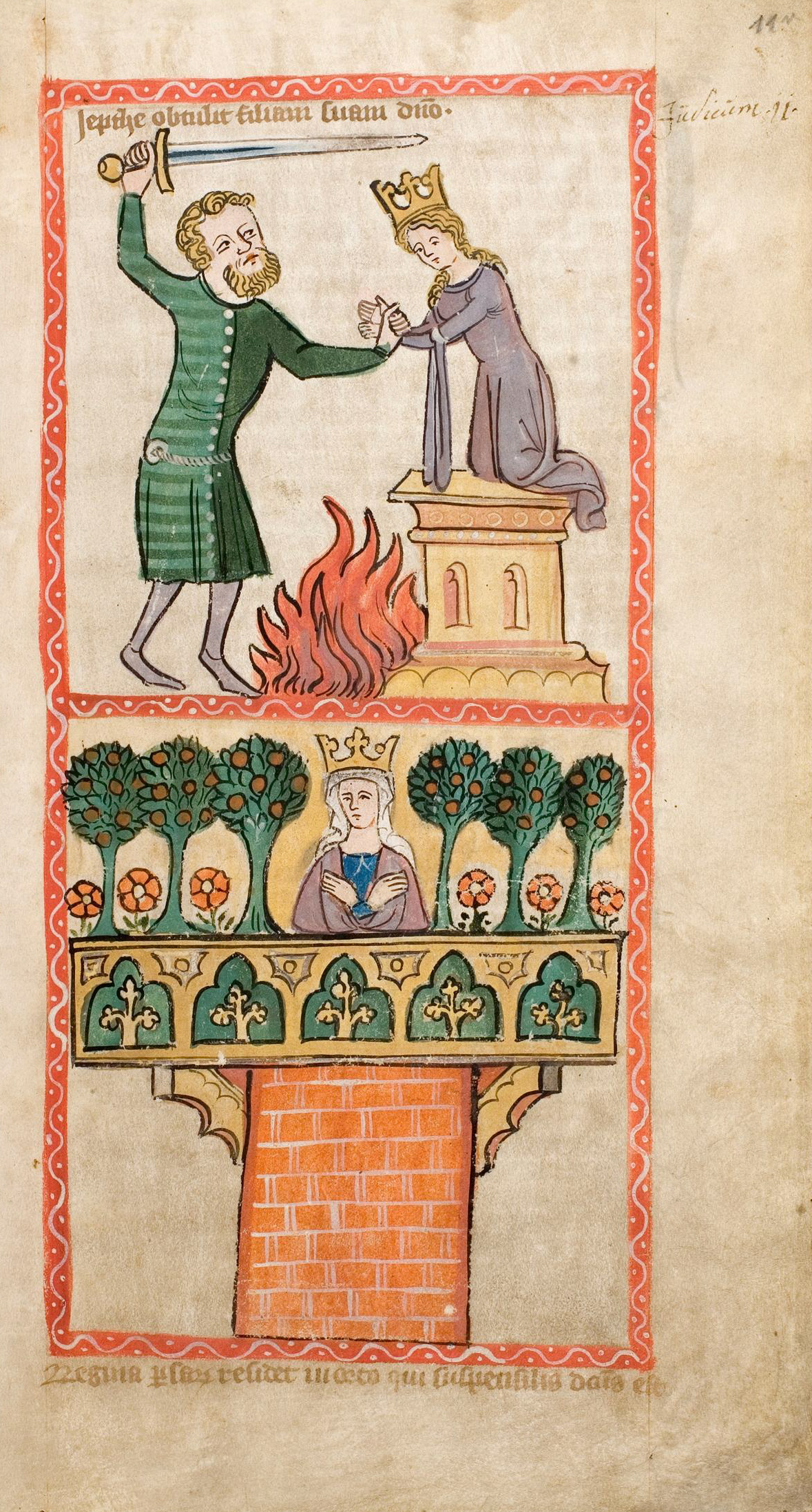
Jepthe obtulit filiam suam dño (Jiftach brachte seine Tochter dem Herrgott dar). Speculum Humanae Salvationis, Westfalen oder Köln, um 1360

Als Heerführer gegen die Ammoniter gelobte Jiftach JHWH im Fall des Sieges das zu opfern, was ihm bei der Rückkehr vor seiner Haustür zuerst begegnen würde: „Was zu meiner Haustür heraus mir entgegen gehet, wenn ich mit Frieden wiederkomme von den Kindern Ammon, das soll des HERRN sein, und will’s zum Brandopfer opfern“ (11,31). Dies war („mit Pauken und Reigen“) seine eigene Tochter, sein einziges Kind. Ihr Name ist nicht erwähnt. Die Begegnungsszene (11,35–37) schildert Jiftachs herzzerreißende Erklärung gegenüber der Tochter („ich kann’s nicht widerrufen“) und deren Einverständnis („so tue mir, wie es aus deinem Mund gegangen ist“). Sie erbittet sich allerdings eine zweimonatige Zeit „daß ich von hinnen hinabgehe auf die Berge und meine Jungfrauschaft beweine mit meinen Gespielen“ (11,37). Nach ihrer Rückkehr „tat er ihr, wie er gelobt hatte“ (11,39). Die Passage endet mit der Mitteilung, dass alle Frauen Israels alljährlich die Tochter Jiftachs während einer viertägigen Klagezeit betrauern (11,40).
Die Irritation, die von diesem offenkundigen Menschenopfer ausgeht, hat die Auslegungsgeschichte jahrhundertelang geprägt. Viele Versuche wurden unternommen, das Anstößige der Geschichte abzumildern. Meist beruft man sich darauf, dass die Opferung selbst nicht ausdrücklich beschrieben wird. Darin kommt jedoch zum Ausdruck, welche Bedenken bereits im biblischen Traditionsprozess wirksam waren. An dem Faktum als solchem ändert es nichts. Luthers Erklärung ist abschließend: „Man wil / er habe sie nicht geopffert / Aber der Text stehet da klar. So sihet man auch beide an den Richtern vnd Königen / das sie nach grossen Thatten / haben auch grosse torheit müssen begehen / zuuerhüten den leidigen hohmut.“
Der bereits im Text selbst erkennbare Widerstand gegen Jiftachs Gelübde ist biblisch verankert in dem Grundsatz des Mosaischen Gesetzes, wonach JHWH die religiöse Opferung von Menschen als verabscheuungswürdige Tat brandmarkte (vgl. Lev 18,21 ; 20,2–5 ; Dtn 12,31 ). Waren es doch gerade die zahlreichen Menschenopfer der Kanaan bewohnenden Völker, die JHWH dazu veranlassten, den Israeliten, seinem auserwählten Volk, bei der Landnahme nach dem Auszug aus Ägypten aufzutragen, diese Nationen zu vernichten (Dtn 7,2 ; Dtn 20,17 ). Auch die lobende Erwähnung Jiftachs im Brief an die Hebräer (11,32 ) steht der Annahme eines Menschenopfers entgegen.
Eine biblische Entsprechung hat die Erzählung im 2 Kön 3,26–27 , wo der König der Moabiter als letzten Versuch während einer Belagerung seinen ältesten Sohn, den Thronfolger, seinem Gott Kemosch opfert und damit die Wendung herbeiführt. Anders als in der Geschichte von Isaaks Opferung durch Abraham (Gen 22,1–14 ) greift JHWH bei Jiftach jedoch nicht ein und erlässt ihm das Opfer nicht.
Der Talmud lehrt, Jiftach habe nur den Erlös an Geld für die Tochter zu zahlen brauchen, verdammt aber allgemein ein derartiges gesetzwidriges Gelübde, während neuere Ausleger die „Opferung“ als Weihe der Tochter zu jungfräulichem Leben verstehen wollen und andere einen Mythos in der Erzählung sehen. Dass sie ihre Jungfräulichkeit beweinte, wird von manchen Bibelauslegern so verstanden, dass sie aufgrund ihrer Verpflichtung für den Tempeldienst in der Stiftshütte niemals heiraten durfte und daher keine eigenen Kinder haben konnte. Dies stellte sowohl für sie als auch für ihren Vater ein wirkliches Opfer dar, weil sie Jiftach einziges Kind war und Jiftach selbst als uneheliches Kind keine eigenen Familienbande besaß.

### Kampf gegen die Ephraimiten
Efraim eröffnet den Kampf gegen Gilead und seinen Heerführer Jiftach, da dieser allein gegen die Ammoniter gezogen war (Ri 12,1 ). Efraim unterliegt den Gileaditern und Gilead besetzt daraufhin die Furten des Jordan nach Efraim, so dass die fliehenden Efraimiten nicht nach Hause zurückkehren konnten.
In der Überlieferung des Krieges gegen die Ephraimiten wird die Bedeutung der Parole verdeutlicht. Sie lautete „Schibboleth“. Die flüchtigen Ephraimiten verrieten sich, indem sie dieses hebräische Wort als Sibboleth aussprachen. Dabei wurde die Zahl der Getöteten mit 42.000 beziffert (Ri 12,5–6 ).

## Entstehung der Erzählung
Über die Entstehung des Jiftach-Zyklus herrscht keine Einigkeit. Die Einführung (10,6–16) wird meist als deuteronomistisch angesehen, die restliche Erzählung wird jedoch unterschiedlich beurteilt. Besonders der Bericht von Jiftachs Gelübde und der Opferung der Tochter wird häufig abgesondert betrachtet. Dass sich nahezu der gleiche Legendenverlauf auch in den griechischen Sagen von Iphigenie und Idomeneus findet, weist möglicherweise auf eine gegenseitige Beeinflussung der jüdischen und griechischen Sagenkultur hin, weshalb die Erzählung manchmal in die hellenistische Epoche datiert und damit als ein späterer Einschub in das Richterbuch angesehen wird.
Timo Veijola hält etwa die Geschichte von Jiftachs Tochter wie die von Isaaks Opferung für nachdeuteronomistisch. Die Ätiologie des Festes wird daher folgerichtig von Thomas Römer für noch später gehalten und in Beziehung zur Iphigenie in Aulis des Euripides gesetzt.
Andere Forscher verweisen auf das archaische Element und sehen in dem Gedenkfest für Jiftachs Tochter eine kanaanäische Tradition. So ein Fest wird sonst nirgends im Alten Testament erwähnt. Es handle sich um einen Übergangsritus („rite de passage“). Dass die Tochter „mit ihren Gespielinnen“ nicht zu einem (JHWH-)Heiligtum, sondern in die Berge zieht, sei ein Hinweis auf einen weiblichen Initiationsritus, analog zur Iphigenietradition mit dem Artemiskult in Brauron, wo heranwachsende Mädchen Initiationsriten unterworfen wurden. Bei der Opferung von Jiftachs Tochter handle es sich um ein Überbleibsel aus dem früheren Matriarchat, als bevorzugt Töchter geopfert wurden.
In vorgeschichtlicher Zeit hätten sich die Misshandlungen der Initianden zu einem exemplarischen Ritualmord entwickelt, bevor dieser durch ein Tieropfer abgelöst wurde. Der grausame Ritualmord an Jiftachs Tochter sei im biblischen Text nur deshalb erhalten geblieben, weil darin der Übergang vom Matriarchat zum Patriarchat (der Vater opfert die Tochter der Vatergottheit) festgeschrieben wird.

## Rezeption
Der Stoff bildete die Grundlage für musikalische, literarische sowie Werke der bildenden Kunst:
- George Buchanan: Jephthes sive votum. Tragödie, (Paris 1554).
- Giacomo Carissimi: Jephte oder Historia di Jephta. Oratorium, um 1650.
- Christian Weise: Der Tochter-Mord welchen Jephta unter dem Vorwande eines Opfers begangen hat. Den 13. Febr. M. DC. LXXIX,  Auff der Zittauischen Schau-Bühne vorgestellet Durch Christian Weisen. DRESDEN / In Verlegung Johan Christoph Mieths/Buchhändlers. 1690.
- Élisabeth Jacquet de La Guerre: Jephte. Geistliche Kantate, Paris 1711.
- Christian Hoffmann von Hoffmannswaldau: Die Thränen der Tochter Jephte. Gedicht, Breßlau 1680.
- Maurice Greene: Jephtha. Oratorium, 1737.
- Georg Friedrich Händel: Jephtha. Oratorium, 1752.
- John Stanley, Jephta, Oratorium, 1757
- Ludwig Robert: Die Tochter Jephtas. Trauerspiel, 1811,
- Giacomo Meyerbeer: Jephtas Gelübde. Oper, 1812.
- Lord Byron: Jephtha’s Daughter. Gedicht, in: Hebrew Melodies. 1815.
- Bernhard Klein: Jephta, Oratorium, 1828
- Carl Martin Reinthaler: Jephta und seine Tochter. Oratorium in zwei Abteilungen, entstanden in Rom, 1852–1855
- Hermann von Boetticher: Jephta. Tragödie, 1918.
- Richard Huldschiner: Die Tochter Jephta(s). Dramatisches Gedicht, 1923.
- Lazare Saminsky: Die Tochter Jephtas, Kantate, 1929
- Lion Feuchtwanger: Jefta und seine Tochter. Roman, 1955–1957.
- Gertrud von le Fort: Die Tochter Jephthas. Erzählung, 1964.
- Wolfgang Stockmeier: Jefta und seine Tochter. Oratorische Szenen nach einem Text von Lion Feuchtwanger, 1995.
- Adelheid Salles-Wagner: Die Klage um Jephta, Gemälde

Eine israelische Palmach-Brigade führte den Namen des Richters. Nach der Demobilisierung gründeten einige dieser Soldaten 1948 in Obergaliläa den Kibbuz Jiftach.